# جلپانا
جلپانا (به انگلیسی: Jalpana) یک روستا در پاکستان است که در پنجاب واقع شده‌است.